# Frank A. McLain
Frank Alexander McLain (* 29. Januar 1852 bei Gloster, Amite County, Mississippi; † 10. Oktober 1920 ebenda) war ein US-amerikanischer Politiker. Zwischen 1898 und 1909 vertrat er den fünften bzw. den siebten Wahlbezirk des Bundesstaates Mississippi im US-Repräsentantenhaus.

## Werdegang
Frank McLain besuchte nach der Grundschule bis 1874 die University of Mississippi in Oxford. Nach einem Jurastudium und seiner Zulassung als Rechtsanwalt begann er in Liberty in seinem neuen Beruf zu arbeiten. Politisch war McLain Mitglied der Demokratischen Partei. Zwischen 1881 und 1883 war er Abgeordneter im Repräsentantenhaus von Mississippi. Von 1883 bis 1896 arbeitete McLain als Bezirksstaatsanwalt und danach wieder als privater Rechtsanwalt. Im Jahr 1890 war er Delegierter auf einer Versammlung zur Überarbeitung der Staatsverfassung von Mississippi.
Nach dem Tod des Kongressabgeordneten William F. Love wurde McLain in der fälligen Nachwahl im fünften Distrikt von Mississippi zu dessen Nachfolger im US-Repräsentantenhaus in Washington gewählt. Dort beendete er bis zum 3. März 1897 zunächst die angebrochene Legislaturperiode seines Vorgängers. In den folgenden regulären Kongresswahlen wurde McLain jeweils bestätigt. Somit konnte er bis zum 3. März 1903 den fünften Bezirk im Kongress vertreten. Seit den Wahlen des Jahres 1902 kandidierte er im siebten Bezirk. Diesen vertrat er bis zum 3. März 1909 im Kongress. Damit war er seit dem 12. Dezember 1898 bis zum 3. März 1909 ununterbrochen Mitglied des Repräsentantenhauses.
Nach dem Ende seiner Zeit in Washington war Frank McLain von 1910 bis 1912 am Obersten Gerichtshof des Staates Mississippi angestellt (State Supreme Court Commissioner). Er starb im Oktober 1920 in seinem Geburtsort Gloster und wurde dort auch beigesetzt.